# 鈴木善幸内閣 (改造)
鈴木善幸改造内閣（すずきぜんこうかいぞうないかく）は、鈴木善幸が第70代内閣総理大臣に任命され、1981年（昭和56年）11月30日から1982年（昭和57年）11月27日まで続いた日本の内閣。
鈴木善幸内閣の改造内閣である。

## 内閣の顔ぶれ・人事
所属政党・出身

  自由民主党   民間・中央省庁

### 国務大臣
| 職名                              | 氏名       | 氏名 | 出身等                         | 特命事項等 | 備考           |
| --------------------------------- | ---------- | ---- | ------------------------------ | ---------- | -------------- |
| 内閣総理大臣                      | 鈴木善幸   |      | 衆議院 自由民主党 （鈴木派）   |            | 自由民主党総裁 |
| 法務大臣                          | 坂田道太   |      | 衆議院 自由民主党 （無派閥）   |            | 再入閣         |
| 外務大臣                          | 櫻内義雄   |      | 衆議院 自由民主党 （中曽根派） |            | 再入閣         |
| 大蔵大臣                          | 渡辺美智雄 |      | 衆議院 自由民主党 （無派閥）   |            | 留任           |
| 文部大臣                          | 小川平二   |      | 衆議院 自由民主党 （鈴木派）   |            | 再入閣         |
| 厚生大臣                          | 森下元晴   |      | 衆議院 自由民主党 （中曽根派） |            | 初入閣         |
| 農林水産大臣                      | 田沢吉郎   |      | 衆議院 自由民主党 （鈴木派）   |            | 再入閣         |
| 通商産業大臣                      | 安倍晋太郎 |      | 衆議院 自由民主党 （福田派）   |            | 再入閣         |
| 運輸大臣                          | 小坂徳三郎 |      | 衆議院 自由民主党 （田中派）   |            | 再入閣         |
| 郵政大臣                          | 箕輪登     |      | 衆議院 自由民主党 （田中派）   |            | 初入閣         |
| 労働大臣                          | 初村滝一郎 |      | 参議院 自由民主党              |            | 初入閣         |
| 建設大臣                          | 始関伊平   |      | 衆議院 自由民主党              |            | 初入閣         |
| 自治大臣 国家公安委員会委員長     | 世耕政隆   |      | 参議院 自由民主党 （田中派）   |            | 初入閣         |
| 内閣官房長官                      | 宮澤喜一   |      | 衆議院 自由民主党 （鈴木派）   |            | 留任           |
| 総理府総務長官 沖縄開発庁長官     | 中山太郎   |      | 参議院 自由民主党 （福田派）   |            | 留任           |
| 行政管理庁長官                    | 中曽根康弘 |      | 衆議院 自由民主党 （中曽根派） |            | 留任           |
| 北海道開発庁長官 国土庁長官       | 原健三郎   |      | 衆議院 自由民主党 （中曽根派） |            | 留任           |
| 防衛庁長官                        | 伊藤宗一郎 |      | 衆議院 自由民主党 （河本派）   |            | 初入閣         |
| 経済企画庁長官                    | 河本敏夫   |      | 衆議院 自由民主党 （河本派）   |            | 留任           |
| 科学技術庁長官 原子力委員会委員長 | 中川一郎   |      | 衆議院 自由民主党 （中川G）    |            | 留任           |
| 環境庁長官                        | 原文兵衛   |      | 参議院 自由民主党              |            | 初入閣         |

### 内閣官房副長官・内閣法制局長官・総理府総務副長官
| 職名             | 氏名       | 出身等                       | 備考                                       |
| ---------------- | ---------- | ---------------------------- | ------------------------------------------ |
| 内閣官房副長官   | 池田行彦   | 衆議院／自由民主党（鈴木派） | 政務担当                                   |
| 内閣官房副長官   | 翁久次郎   | 官僚                         | 事務担当、留任                             |
| 内閣法制局長官   | 角田礼次郎 | 官僚                         | 留任                                       |
| 総理府総務副長官 | 福島譲二   | 衆議院／自由民主党（無派閥） | 政務担当                                   |
| 総理府総務副長官 | 川村皓章   | 官僚                         | 事務担当、留任 1982年（昭和57年）8月27日免 |
| 総理府総務副長官 | 山地進     | 官僚                         | 事務担当 1982年（昭和57年）8月27日任       |

### 政務次官
- 前内閣の政務次官が1981年（昭和56年）12月2日に退任し、同日付で新たな政務次官を任命した。

| 職名               | 氏名       | 出身等                         | 備考 |
| ------------------ | ---------- | ------------------------------ | ---- |
| 法務政務次官       | 竹内潔     | 参議院／自由民主党（河本派）   |      |
| 外務政務次官       | 辻英雄     | 衆議院／自由民主党（河本派）   |      |
| 大蔵政務次官       | 山崎武三郎 | 衆議院／自由民主党（田中派）   |      |
| 大蔵政務次官       | 増岡康治   | 参議院／自由民主党             |      |
| 文部政務次官       | 玉生孝久   | 衆議院／自由民主党             |      |
| 厚生政務次官       | 津島雄二   | 衆議院／自由民主党（鈴木派）   |      |
| 農林水産政務次官   | 玉澤徳一郎 | 衆議院／自由民主党（福田派）   |      |
| 農林水産政務次官   | 成相善十   | 参議院／自由民主党（中曽根派） |      |
| 通商産業政務次官   | 原田昇左右 | 衆議院／自由民主党（鈴木派）   |      |
| 通商産業政務次官   | 真鍋賢二   | 参議院／自由民主党（鈴木派）   |      |
| 運輸政務次官       | 鹿野道彦   | 衆議院／自由民主党（福田派）   |      |
| 郵政政務次官       | 水平豊彦   | 衆議院／自由民主党             |      |
| 労働政務次官       | 逢沢英雄   | 衆議院／自由民主党             |      |
| 建設政務次官       | 村岡兼造   | 衆議院／自由民主党（田中派）   |      |
| 自治政務次官       | 谷洋一     | 衆議院／自由民主党（中曽根派） |      |
| 行政管理政務次官   | 中村靖     | 衆議院／自由民主党（中曽根派） |      |
| 北海道開発政務次官 | 北修二     | 参議院／自由民主党（河本派）   |      |
| 防衛政務次官       | 堀之内久男 | 衆議院／自由民主党（中曽根派） |      |
| 経済企画政務次官   | 湯川宏     | 衆議院／自由民主党（中曽根派） |      |
| 科学技術政務次官   | 林寛子     | 参議院／自由民主党（福田派）   |      |
| 環境政務次官       | 石川要三   | 衆議院／自由民主党（鈴木派）   |      |
| 沖縄開発政務次官   | 田原武雄   | 参議院／自由民主党             |      |
| 国土政務次官       | 菊池福治郎 | 衆議院／自由民主党（鈴木派）   |      |